# Aeroportul Regional Coastal Carolina
Aeroportul Regional Coastal Carolina (IATA: EWN, ICAO: KEWN, FAA LID: EWN) este un aeroport din Carolina de Nord, Statele Unite ale Americii ce deservește zona Comitatul Craven. Aeroportul a fost tranzitat în 2019 de 228.246 de pasageri.
Situat la o altitudine de 5 m, aeroportul dispune de 2 piste.

## Infrastructură

### Piste
Aeroportul dispune de 2 piste. Pista 04/22 are suprafața de asfalt și dimensiunile 6.453 picioare × 150 picioare. Pista 14/32 are suprafața de asfalt și dimensiunile 4.000 picioare × 150 picioare. 